# Leksykon polskiej literatury fantastycznonaukowej
Leksykon polskiej literatury fantastycznonaukowej – monograficzna praca autorstwa Andrzeja Niewiadowskiego i Antoniego Smuszkiewicza traktująca o historii polskiej fantastyki naukowej. Książka ukazała się w 1990 nakładem Wydawnictwa Poznańskiego w serii „SF”.
Pozycja uwzględnia informacje do roku 1986 włącznie (czas oddania książki do druku), aczkolwiek autorzy ukończyli Wstęp do książki w maju 1987 roku.

## Treść
W leksykonie znajdują się:
- słownik polskich autorów fantastyki, autorstwa Niewiadowskiego,
- słownik terminów związanych z fantastyką, autorstwa Szmuszkiewicza,
- rozdział o historii polskiej fantastyki (pt. „Fantastyka naukowa w literaturze polskiej. Zarys historyczny”) autorstwa Szmuszkiewicza,
- wstęp i bibliografia (autorstwa obu autorów).

## Odbiór
Recenzent o pseudonimie Hoffa, pisząc dla tygodnika „Wprost”, w 1991 opisał pozycję jako pierwsze kompendium wiedzy w tej dziedzinie. Pochwalił edukacyjny rys historyczny, wskazujący początki polskiej fantastyki w utworach Mickiewicza, Prusa czy Witkiewicza, „przejrzystość języka” i „poparcie wiedzy teoretycznej przykładami z życia codziennego”; skrytykował jednak wydanie jako „niestaranne”.
Andrzej Stoff zrecenzował książkę dla „Nowej Fantastyki”, także w 1991. Opisał ją jako „zbiór wiedzy zapewniający podstawową wiedzę w zakresie [polskiej fantastyki]”. Stoff zwrócił uwagę na prace, które poprzedziły powstanie Leksykonu, zauważając, że krótki rozdział Szmuszkiewicza o historii polskiej fantastyki, dla zainteresowanego czytelnika, może być „uzupełniony lekturą Zaczarowanej gry tego samego autora”, a obszerny słownik polskich autorów Niewiadowskiego powstał na bazie jego rubryki prowadzonej przez wiele lat w „Fantastyce”. Równocześnie uznał słownik terminów fantastycznych za nowatorskie dzieło w Polsce. Zauważył, że są w pozycji pewne „niedostatki” i inne drobne problemy, ale wyraził „zadowolenie [...] że oto w stosunku do ważnego obszaru literatury polskiej spełniony został w sposób wartościowy wymóg podstawowej, szeroko pojętej informacji”, i wyraził nadzieję, że w przyszłości ukaże się drugie, poprawione wydanie tej pozycji, być może rozbite osobna na słownik terminów i autorów.